# Сесіл Тейлор
Сесіл Персіваль Тейлор (англ. Cecil Percival Taylor, 15 березня (або 25 березня) 1929, Нью-Йорк, США — 5 квітня 2018) — американський піаніст і поет. Відомий як один з піонерів фрі-джазу. Його музика характеризується особливою енергетикою, імпровізаціями, частим використанням кластерних акордів, і складною поліритмії. Його техніка гри на фортепіано має щось спільне з технікою гри на ударних інструментах, яку іноді описують як «вісімдесят вісім настроєних барабанів» (по числу клавіш на стандартній фортепіано).

## Біографія

### Початок кар'єри
Здобув освіту в Нью-Йоркському Музичному Коледжі та Консерваторії Нової Англії. Свої перші кроки на професійній ниві Сесіл Тейлор зробив у невеликому колективі грав у стилі ритм-н-блюз і свінг на початку 50-х. У 1956 році він разом з сопрано-саксофоністом Стівом Лейсі сформував власний колектив.
Перший альбом Сесіла Тейлора Jazz Advance вийшов 1956 року. Альбом здобув позитивну оцінку британського критика Річарда Кука (Richard Cook) і шотландського критика Браяна Мортона (Brian Morton (Scottish writer)) у джаз-енциклопедії «Penguin Guide to Jazz».
У 1958 році Сесіл Тейлор почав співпрацю з музикантом Джоном Колтрейном.

### 1950-і, 1960-е
Протягом 1950-х і 1960-х музика Сесіла Тейлора ставала дедалі складнішою й відходила від традиційного джазу. У цей час у музиканта виникають проблеми з організацією концертів, клуби, що запрошували його виступати не отримували прибутки від подібних виступів. Сесіл Тейлор продовжує записуватися, хоч і нерегулярно. У цей період створено альбом Unit Structures (1966 р.) Деякі альбоми, такі як Nefertiti the Beautiful One Has Come залишалися не виданими протягом багатьох років.
З 1961 року Сесіл Тейлор починає спільну роботу з альт-саксофоністом Джиммі Лионсом (Jimmy Lyons). Робота з Джиммі Лионсом стала важливим етапом кар'єри музиканта. Тейлор, Ліонс, і барабанщик Санні Маррей (Sunny Murray) (і, пізніше, Ендрю Курилл (Andrew Cyrille)) сформували ядро колективу «The Unit».

### Сольні виступи
Сесіл Тейлор почав давати сольні концерти на початку 1970-х. Деякі з цих концертів були видані як альбоми Indent (1973 р.), Spring of Two Blue-J s (1973 р.) (частина альбому), Silent Tongues (1974 р.), Garden (1982 р.), For Olim (1987 р.), Erzulie Maketh Scent (1989 р.) і The Tree of Life (1998 р.).

## Особисте життя
Сесіл Тейлор був геєм. Йому вдавалося тримати свою орієнтацію у таємниці, поки його не викрив Стенлі Крауч у 1980-х роках. Проте й надалі він намагався уникати теми своєї гомосекусуальної орієнтації в інтерв'ю. Тейлор казав: «я почав писати вірші, коли листувався з французьким поетом, у якого був закоханий, у 1962 році».

## Дискографія
Основні альбоми Сесіла Тейлора:
- Jazz Advance, 1956 р.
- At Newport, 1958 р.
- Looking Ahead!, 1958 р.

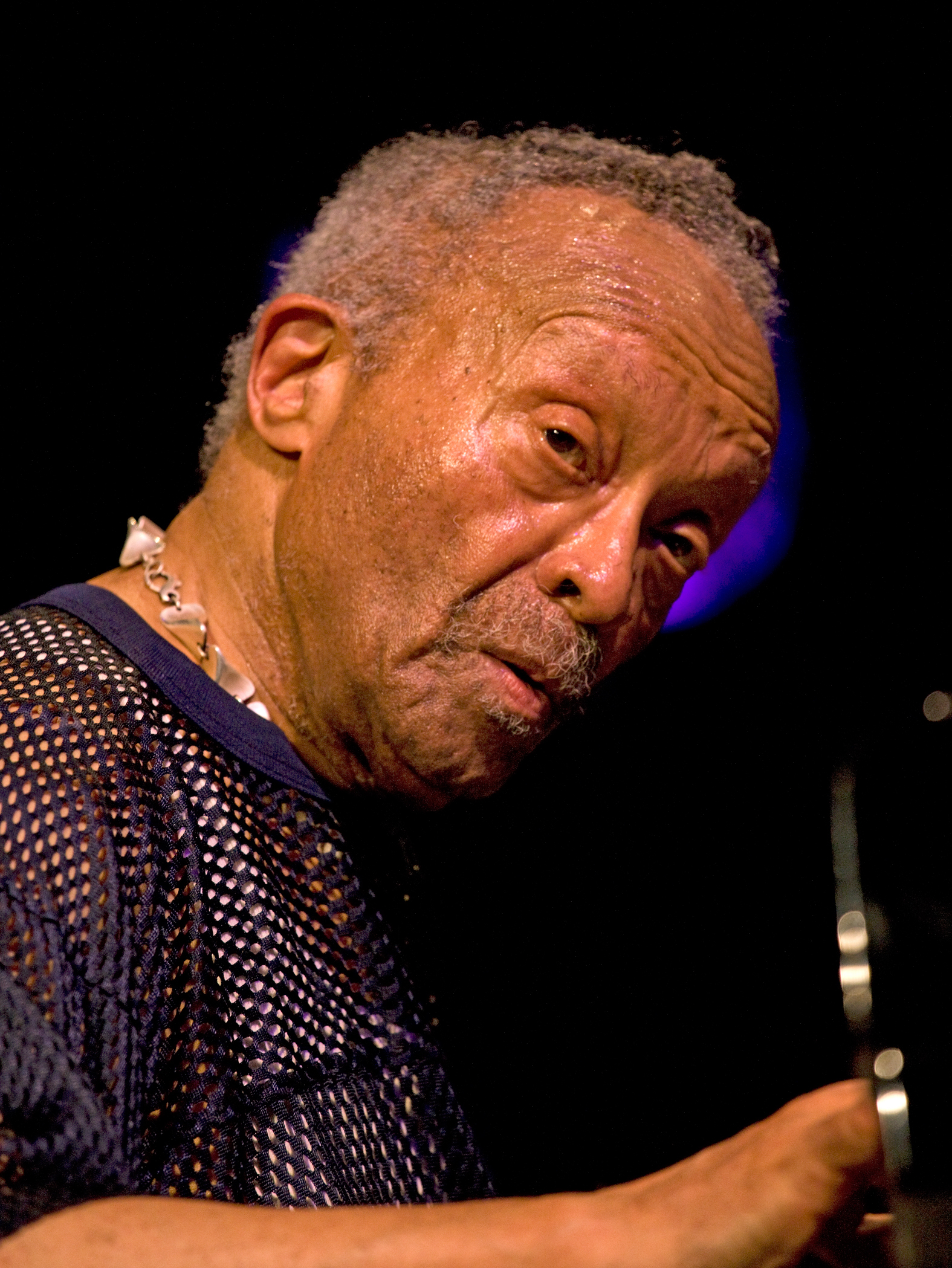
Сесіл Тейлор на Moers Festival 2008

- Stereo Drive (также изданный как Hard Driving Jazz и Coltrane Time), 1958 р.
- Love for Sale, 1959 р.
- The World of Cecil Taylor 1960 р.
- Air 1960 р.
- Cell Walk for Celeste, 1961 р.
- Jumpin' Punkins, 1961 р.
- New York City R&B (with Buell Neidlinger), 1961 р.
- Into the Hot, 1961 р. (некоторые треки также изданы как Mixed)
- Nefertiti the Beautiful One Has Come, 1962 р.
- Unit Structures, 1966 р.
- Conquistador!, 1966 р.
- Student Studies (также изданный как The Great Paris Concert), 1966 р.
- Praxis, 1968 р.
- The Great Concert of Cecil Taylor (также изданный как Nuits de la Fondation Maeght), 1969 р.
- Indent, 1973 р.
- Akisakila, 1973 р.
- Solo, 1973 р.
- Spring of Two Blue J's, 1973 р.
- Silent Tongues, 1974 р.
- Dark to Themselves, 1976 р.
- Air Above Mountains, 1976 р.
- Cecil Taylor Unit, 1978 р.
- 3 Phasis, 1978 р.
- Live in the Black Forest, 1978 р.
- One Too Many Salty Swift and Not Goodbye, 1978 г.
- It is in the Brewing Luminous, 1980 г.
- Fly! Fly! Fly! Fly! Fly!, 1980 г.
- The Eighth, 1981 г.
- Garden, 1981 г.
- Winged Serpent (Sliding Quadrants), 1984 г.
- Iwontunwonsi, 1986 г.
- Amewa, 1986 г.
- For Olim, 1986 г.
- Olu Iwa, 1986 г.
- Live in Bologna, 1987 г.
- Live in Vienna, 1987 г.
- Tzotzil/Mummers/Tzotzil, 1987 г.
- Chinampas, 1987 г.
- Riobec — Сесил Тэйлор и Günter Sommer, 1988 г.
- In East Berlin, 1988 г.
- Regalia — Сесил Тэйлор и Paul Lovens, 1988 г.
- The Hearth, 1988 г.
- Alms/Tiergarten (Spree), 1988 г.
- Remembrance, 1988 г.
- Pleistozaen Mit Wasser, 1988 г.
- Spots, Circles, and Fantasy, 1988 г.
- Legba Crossing, 1988 г.
- Erzulie Maketh Scent, 1988 г.
- Leaf Palm Hand, 1988 г.
- In Florescence, 1989 г.
- Looking (Berlin Version) Solo, 1989 г.
- Looking (Berlin Version) The Feel Trio, 1989 г.
- Looking (Berlin Version) Corona, 1989 г.
- Celebrated Blazons, 1990 г.
- 2Ts for a Lovely T, 1990 г.
- Double Holy House, 1990 г.
- Nailed, 1990 г.
- Melancholy — Сесил Тэйлор, Harri Sjöström, Evan Parker, Barry Guy, Wolfgang Fuchs
- The Tree of Life, 1991 г.
- Always a Pleasure, 1993 г.
- Almeda — Сесил Тэйлор, Harri Sjöström 1996 г.
- The Light of Corona — Сесил Тэйлор, Harri Sjöström 1996 г.
- Qu'a: Live at the Iridium, vol. 1 & 2 — Сесил Тэйлор, Harri Sjöström 1998 г.
- Algonquin, 1998 г.
- Incarnation, 1999 г.
- The Willisau Concert, 2000 г.
- Complicité, 2001 г.
- Taylor/Dixon/Oxley, 2002 г.
- Two T's for a Lovely T, 2003 г.
- The Owner of the River Bank, 2004 г.

### Як запрошений музикант
Альбоми, в запису яких Сесіл Тейлор брав участь як запрошений музикант:
- Jazz Composer's Orchestra: The Jazz Composer's Orchestra, 1968 р. (Тейлор брав участь у створенні двох треків)
- Friedrich Gulda: Nachricht vom Lande, 1976 р. (Тейлор брав участь у створенні трьох треків)
- Mary Lou Williams: Embraced, 1977 р.
- Tony Williams: Joy of Flying, 1978 р.
- Historic Concerts (with Max Roach), 1979 р.
- Art Ensemble of Chicago: Thelonious Sphere Monk, 1990 р. (Тейлор брав участь у створенні трьох треків)